# Frank Stella
Frank Stella (Malden, Boston, Massachusetts, 12 de maig de 1936, Nova York, 4 de maig de 2024) va ser un pintor, gravador i escultor estatunidenc reconegut pel seu art abstracte post-pictòric. Motivat inicialment en plasmar una pintura plana i monicromàtica precursora del minimalisme, amb els anys, la policromia i el volum són els temes artístics predominants a la seva obra.

## Biografia
Va néixer en un barri de Boston fill d'una mare pintora artística i de pare pintor de parets que posteriorment va esdevenir ginecòleg. Va estudiar a la Phillips Academy d'alt rendiment, a Andover, Massachusetts, on va establir amistat amb el professor i pintor abstracte Patrick Morgan.
El 1954 va ingressar a la Universitat de Princeton on assisteix al taller de pintura de William Seitz i coneix al pintor abstracte Stephen Greene. Es titula d'història el 1958. En aquella època, tot i que queda impressionat per la idea de repetició i la manera en la que Jasper Johns combina forma-imatge, treballa sota estàndards expressionistes abstractes, com és el cas de Astoria.
S'estableix a Nova York i comença amb la seva producció artística. Sota la premissa de que la pintura és “una superfície plana amb pintura a sobre -res més” emfatitza la pintura com a art en si mateix i no com a medi per a representar continguts de qualsevol tipus. Per aquesta raó és considerat un dels pares del Minimalisme.

## Pintura

### Black Paintings
Al 1958, amb Delta i només 22 anys, Stella s'obre pas entre artistes ja reconeguts i tracta de distanciar-se del expressionisme abstracte creant la seva identitat artística. Gràcies al suport i crítiques de William S. Rubin i Robert Rosenberg, Frank Stella aconsegueix el reconeixement del món artístic. Al 1959, el MoMA n'exposa quatre peces més. La sèrie es regeix sota diagrames on fa servir el “no color” donant un pas més enllà del expressionisme abstracte: suprimeix l'efecte de pinzellades, nega el color i qualsevol dibuix. Les pintures no apel·len a interpretació de cap tipus: “Només vull que els espectadors comprenguin que es pot veure tota la idea sense gènere de confusió. El que es veu es el que hi ha”. Aquest mateix any, comença a ser representat per Leo Castelli.

### Dècada dels 60'
Stella explora amb forma i color, abandona la austeritat de la paleta. Amb les sèries Aluminium i Copper (1960-61) treballa amb el negre i pintures de alumini i coure. Els llenços adopten formes de L, N, U o T i el suport passa a convertir-se en pintura també. Amb Purple (1963), inverteix els conceptes i crea pintures buides on el marc es converteix en pintura. En Irregular Polygons (1965-67) i Protractor (1967-70) l'il·lusionisme, que ell sempre havia rebutjat, comença a aflorar. L'espectador ja no pot contemplar la sèrie d'un cop d'ull com pretenia a les Black Paintings, ha de recórrer-la a la velocitat que les bandes cromàtiques es desplacen alterant la uniformitat de la superfície pictòrica.

### Dècada dels 70'
En 1971 dona un pas cap el constructivisme amb estructures evolvents i projectades en l'espai. Havent descobert una nova direcció, Stella utilitza nous material i tecnologia actualitzada. Amb la sèrie Polish Village (1971-73) introdueix relleu i fa ús del collage, enganxa paper i fusta al llenç i després pinta la superfície. Amb Brazilian (1974-75), canvia la fusta pel metall. En Exotic Birds (1976-80) introdueix arabescos i relleus curvilinis. En Indian Birds (1977-79), el marc rectangular es substituït per una reixeta corbada fent que els relleus es solapin i es toquin. Stella deixa enrere les normes que fins a la data havien imperat les seves pintures. Comença a reflectir les seves emocions i reaccions.

### Dècada dels 80'
Les sèries Circuit (1980-84), South African Mine (1982) o Malta (1983-1985) creixen i els patrons es retorcen en corbes sinuoses mentre avançaven sobre un alt relleu. Ho fa sense maquetes ni dibuixos previs donant, així, cabuda a la improvisació.
Com Picasso, Stella vol renovar el seu art, reinventar l'abstracció i proporcionar-li un "volum descarat" i, així, dotar-la de vida. A Cones and Pillars (1984-89) descobreix l'onada, peça clau que simbolitza la perfecció de la recerca per expandir l'espai pictòric.
Wave (1985) serà el començament del major dels projectes duts a terme per Stella: la sèrie Moby Dick (1986-97): un total de 266 treballs que inclouen escultures, collages, relleus metàl·lics i gravats. En aquest projecte, Stella abandona definitivament la abstracció plana, esgotadora i sense vida, i la reinventa proporcionant-li volum, sinònim de vida.

## Gravat
Stella va publicar al 1967 una sèrie de litografies sobre les Black Paintings sota la persistència del gravador Kenneth Tyler.
Als 80', tot un expert del gravat, les pintures assumeixen el llenguatge dels gravats com és el cas de The Fountain (1992) o Hooloomooloo (1994). La seva ambició per crear noves vies i llenguatges per representar una abstracció latent i viva li porta a interconnectar conceptes, tècniques, sistemes i tecnologia articulant, així, un nou espai pictòric.

## Escultura
Realitza grans peces metàl·liques col·locades a espais públics arreu del món: The Hudson River Valley Series (1995), Prince Frederick of Homburg (2001) comissionada per la Galeria Nacional d'Art a Washington D.C. També porta a terme àmplies decoracions escenogràfiques per al Teatre Princesa de Gal·les a Toronto (1993) i dissenya propostes per museus a Groningen, Dresden i Buenos Aires.
Actualment, viu a Nova York i el seu treball se centra en la reproducció de peces metàl·liques en les que el volum preval sobre el color.

## Col·leccions[20]
La seva primera exposició va tenir lloc al MoMA, l'any 1958 a la 16 American Exhibition. Només a aquest museu suma un total de 78, dos de les quals van ésser exposicions retrospectives de la seva carrera (1970 i 1987), consagrant-se com l'únic artista en vida amb dues d'aquestes exposicions organitzades pel MoMA. Té obres repartides per 44 museus més als Estats Units (Whitney Museum of American Art, Princeton University Art Museum, SFMOMA, entre d'altres). Stella traspassa fronteres i és reconegut a nivell mundial. Les seves obres es poden observar a nombrosos museus del Japó, Alemanya i Regne Unit. Austràlia, Àustria, Canadà, Corea del Sud, Dinamarca, Espanya (Museu Thyssen-Bornemisza i Museu d'Art San Antonio), Finlàndia, França, Holanda, Hongria, Iran, Israel, Itàlia, Portugal, Suïssa i, finalment, Suècia alberguen també algunes de les seves obres.